# Osor (Horvátország)
Osor (olaszul: Ossero) falu Horvátországban, Tengermellék-Hegyvidék megyében. Közigazgatásilag Mali Lošinjhoz  tartozik.

## Fekvése
Cres szigetének déli részén azon a helyen fekszik, melyet csak egy keskeny csatorna választ el a szomszédos Lošinj szigettől. Az ókorban Cres és Lošinj szigete még egy szigetet képezett, melyet Apszürtosz görög mondai hősről Apszirtidesznek neveztek. A szigetet azonban még az ókorban kereskedelmi okok miatt egy csatornával kettévágták. Ezen a csatornán ma egy mozgatható híd ível át.

## Története

### Osor az őskorban
A régészeti leletek tanúsága szerint Osor környéke már az őskorban lakott volt. A Cres és Lošinj szigetén levő barlangokban a középső kőkorszakból (mezolitikum) származó számos maradvány, az emberi élet minden kétséget kizáró bizonyítékai kerültek elő. A lošinji Vela spilja (Nagy barlang) rejtette az egész Kvarner térségének legősibb leletét, mely a középső paleolitikumból az  i. e. 10000 körüli időből származik. A Cres szigetének déli részén levő Jamina Sredi barlangból a középső neolítikumból származó számos lelet került elő. A Cres és Lošinj sziget többi településétől eltérően Osor egy olyan földszorosra települt, mely egykor 900 méterrel szélesebb volt mint ma. Osor első ismert lakói az illírek egyik törzse a liburnok voltak, akiknek erődített településük állt itt. A későbbi városfalak alapjait még az ő általuk épített falak képezték. Életükről a temetőikből előkerült maradványok alapján alkothatunk képet.

### Osor az ókorban
Osort i. e. 167-ben foglalták el a rómaiak, akik megerősítették falait. A római korban Apsorus nevet viselő municipium volt. Az azonban a régészeket is meglepte, hogy a római városnak nem volt monumentális bejárati kapuja, legjelentősebb helye pedig a kikötő volt. Valószínűtlennek tűnt, hogy az a város, melynek ma nincsen kikötője egykor fontos tengerészeti kereskedelmi csomópont volt. A Dalmácia és Itália közötti hajóforgalom is Apsoruson keresztül haladt. Még ebben az időben megtörtént a földszoros átvágása és ezután a hajóknak fizetniük kellett az átkelésért. Az Osori-öböl egyúttal kiváló védelmet is nyújtott a kedvezőtlen szélviszonyok között közlekedő vitorlások számára, abban az időben ugyanis még nem ismerték a szél elleni hajózás technikáját. Osor fontosságát növelte, hogy erre vezetett az ókori Borostyánkő út, mely a Baltikumot kötötte össze az Adria partjával. Erről tanúskodik az az itt talált mintegy kétszáz borostyánkő golyócska, melyet valószínűleg a csatornán való áthaladásért fizettek. Osor ennek megfelelően már nagyon korán megjelent az írott történeti forrásokban. Néhány szerző szerint a régi Osor kikötője a keleti oldalon volt, azon a részen amely ma a szárazföldhöz tartozik. Ennek a helynek a feltöltött területét ma Jazitnak nevezik. A régészek feltárták a régi főutca melletti épületeket, csatornákat és vízvezetékeket, melyek a környező településeket is ellátták. Az ókori temető a nyugati csatornán túl volt a lošinji oldalon. Itt számos arany és ezüsttárgy, olajmécses, fém és kerámia tárgyak, hamvakat tartó üvegedények kerültek elő. A kereskedelem fontosságáról a számos megtalált pénzérme tanúskodik. Apsorus több nemzetiségű város volt, mert az itt maradt illíreken kívül betepepült rómaiak és görögök is lakták. Ez volt a település virágkora, ahol a 18. századi szerző Alberto Fortis velencei író szerint mely közel 20 ezer lakos élt. Ezt a számot többen irreálisnak tartják. Andrij Mihanović „Ibidem” című munkájában néhány ezer lakosról ír.

### Osor a kora középkorban
A város fejlődését a Nyugatrómai Birodalom bukása (475) körüli események sem zavarták meg. A keleti gótok átmeneti uralma után Osor a 6. század első felében Dalmácia részeként a Bizánci Birodalom uralma alá került. Ekkor nagy változás kezdődött a város szerkezetében. A bizánci hatalom szabad befolyást biztosított az egyháznak a közélet és a közigazgatás terén. Emiatt az egyház szerepe lényegesen megnőtt. Az osori püspökséget a 6. század  első felében említik először. Az egyházi épületek a bazilika, a keresztelőkápolna és a püspöki palota a város szélén helyezkedtek el. A székesegyházat hatalmas oszlopok és mozaikpadló díszítette, belső tere öt, vagy hét hajóra volt osztva. Mára ebből csak egy temetőkápolna maradt, ahol a feltárás során a növényi ornamentikával díszített mozaikpadló nyomait tárták fel. Megtalálták továbbá az egykori keresztelőkápolna és a püspöki palota maradványait is. Osort a 9. században szaracénok támadták meg megrongálva a székesegyházat, de a károkat valószínűleg helyrehozták. (Sokkal nagyobb kárt okozott a genovaiak 14. századi támadása, mely után az épület romokban maradt és új székesegyházat kellett építeni a város központjában.) A bizánci időkben a város erődítéseit a bizánci építészeti stílusban építették át. Ebben az  időszakban fejlődött az aranyműves mesterség is.
A 7. században meginduló horvát bevándorlás lassan megváltoztatta a város ókori hagyományait. A helyben maradó latin nyelvű lakosság elszegényedve megőrizte a közlatin nyelvet és keresztény hitét. Bíborbanszületett Konstantin császár a birodalom kormányzásáról ("De administrando imperio") szóló művében azt írja, hogy a városi lakosság a tengerből élt. A 812-es aacheni békében Dalmácia rövid frank uralom után újra bizánci kézre került. A 9. század második felében a fiatal horvát állam erősen támogatta az ószláv nyelvű misézést és a glagolita írásbeliséget. Osor és a dalmát városok adót fizettek Bizáncnak. Végül 1018-ban IV. Krešimir horvát királynak sikerült legyűrnie a bizánci uralmat és egyesítenie Dalmáciát a Horvát Királysággal. Nevéhez fűződik a nagy egyházszakadás (1054) után a horvátoknak a római katolikus egyházhoz valő csatlakozása és az osori Szent Péter kolostor alapítása. Ez az időszak Osor történetének újra virágzó időszaka volt. A település három egyforma jelentőségű központra tagolódott, a püspöki, az apátsági (Szent Péter kolostor) és a közösségi irányításra. Az osori püspök egyben horvát főúr is volt.

### Osor a 11. századtól a 15. századig
A bencések szerepe az elterjedt ószláv írásbeliség miatt jelentős. A Szent Péter kolostornak alárendelt Szent Miklós kolostor rendelkezett az egyik legrégibb kódexmásoló műhellyel az országban. Innen származik a vatikáni levéltárban található az első kézzel írt horvát kódex az 1080 és 1082 között keletkezett Osori evangeliarium, melyben a vecsernye imáiban a bizánci császár neve mellett „rex noster” néven Zvonimir horvát király is szerepel. A Magyar és a Horvát Királyság egyesítésével a 12. század elején Osor is a magyar királyok uralma alá került. 1105-ben Kálmán királytól városi kiváltságokat kapott. A magyarok és a velenceiek közötti háborúban többször is gazdát cserélt. Erődítésein a velencei hatás látszik leginkább. Várkastélya a város nyugati részén épült a városkaputól északnyugatra. Nagy tornya, mely egykor a város szabadságának jelképe volt a tér fölé magasodik. A 14. századi pusztulásáig főúri székhely. 1399-ben Siklósi Miklós frátert a település püspökévé nevezték ki.
A 12. század második felében a velenceiek oligarchikus társadalmi rendet alakítottak ki a szigeten, ezzel megszüntették a város maradék jogait is. A Velencei Köztársaság és Genova közötti háború idején a 14. század harmadik negyedében a genovaiak elfoglalták és teljesen lerombolták Osort. A velenceiek újjáépítették a falakat és a nyugati városkapu elé a nyugati csatornán át hidat építettek. Ezen a helyen ma is áll a híd. A keleti városkapuról csak a békét jelképező nyitott könyvet tartó szárnyas oroszlán maradt meg. A városfalakat a későbbiekben a 15. a 16. és a17. században is javították. A genovai pusztítás után épült fel a nyugati kapunál a Szent Gaudentius templom. Szent Gaudentius osori püspök volt, aki legendája szerint elűzte a kígyókat a szigetről. Halála után testét hajón Itáliába vitték és Osor védőszentje lett.

### Osor a 16. századtól napjainkig
Amerika felfedezése után az új kereskedelmi utak kialakulásával az addig forgalmas Osor is hanyatlásnak indult. A 15. század közepén különösen a grófság megszűnése után megkezdődött a város hanyatlása, állandósult a lakosság számának csökkenése. A század utolsó évtizedeiben az Osortól északra fekvő öbölben mégis felépült a ferences harmadrend kolostora. A török elől ide menekült rend helyreállította a Romeis család által adományozott ingatlanokat is. A kolostor 1841-ig működött. A 16. században Osornak már csak mintegy ötszáz lakosa volt és a 18. századra ez a szám is megfeleződött. Az egyetlen bevételt a csatornán átkelő hajók által fizetett díj jelentette, de az átkelések ritkulása miatt ez is jelentősen visszaesett. A többi csatornát a fenntarthatatlanság miatt betemették. A város helyzete a rövid francia megszállás (1797-1813) idején sem javult. Az osztrák uralom idején a városképet a romos városfalak és kapuk jellemezték. 1857-ben 253, 1910-ben 352 lakosa volt. A település 1918-ig az Osztrák–Magyar Monarchia része volt, majd olasz uralom alá került. Ebben az időszakban kezdődtek meg az ásatások és a régészeti emlékek konzerválása. 1943-ban átmenetileg horvát és jugoszláv egységek szabadították fel. A német megszállás 1943-tól 1945-ig tartott. 1945 és 1990 között Jugoszlávia része volt, majd az önálló horvát állam megalakulása után Horvátország része lett. 2011-ben 63 lakosa volt. Ma Osor lakói főként a turizmusból élnek. Nyáron sok a látogató, pezseg az élet, de télen általában kihalt a település.

## Lakosság
| Lakosság változása | Lakosság változása | Lakosság változása | Lakosság változása | Lakosság változása | Lakosság változása | Lakosság változása | Lakosság változása | Lakosság változása | Lakosság változása | Lakosság változása | Lakosság változása | Lakosság változása | Lakosság változása | Lakosság változása | Lakosság változása |
| ------------------ | ------------------ | ------------------ | ------------------ | ------------------ | ------------------ | ------------------ | ------------------ | ------------------ | ------------------ | ------------------ | ------------------ | ------------------ | ------------------ | ------------------ | ------------------ |
| 1857               | 1869               | 1880               | 1890               | 1900               | 1910               | 1921               | 1931               | 1948               | 1953               | 1961               | 1971               | 1981               | 1991               | 2001               | 2011               |
| 253                | 254                | 284                | 291                | 305                | 352                | 366                | 321                | 219                | 148                | 97                 | 98                 | 70                 | 80                 | 73                 | 63                 |

## Nevezetességei
- A város magja a régi vásártér körül alakult ki, ahol a régi városházán kívül a püspöki palota és a székesegyház is található. A tér legfőbb dísze a Mária Mennybevétele székesegyház.[4] Antun Palčić és Marko Nigris püspökök idején 1463 és 1497 között építették. Homlokzatán az építés befejezésének dátuma 1497 olvasható, ugyanebben az évben szentelték fel. A templom észak-déli tájolású, de városrendezési szempontból érdekes megoldással helyezték el a téren az akkor megszokott nyugat-keleti tájolás helyett. Háromhajós épület jellegzetes háromkaréjos homlokzattal, kora reneszánsz portállal, mely felett a Szűzanya szobra látható. Külsején a kor neves építőmesterének  Juraj Dalmatinacnak a hatása érződik. Belseje Andrea Piperari püspök idejében 1517 és 1527 között került kialakításra. Egyszerű kivitelezésű, a mellékhajókat reneszánsz oszlopsorok választják el a főhajótól. Szentélyét a 18. században meghosszabbították és sokszög záródásúra építették át. A szentélyben álla főoltár Mária mennyebevitelének 17. századi ábrázolásával és Szent Gaudentius ereklyéjével. Az oldalfalakon Szent Péter, Szent Pál, Szent Miklós és Szent Benedek képei láthatók. A keresztút 1989-ben készült. A templom keleti oldalán álló harangtornyot Jakopo Gallo krki mester építette 1675-ben. A 18. században átépítették, majd 1901-ben magasították. Ez ma a sziget legnagyobb harangtornya. A székesegyház kincstárában néhány értékes kép, liturgikus tárgyak és miseruhák láthatók. A templom kitűnő akusztikája miatt a nyári hónapokban hangversenyek színhelye.
- A városháza[5] négyszög alaprajzú épülete 1410 és 1450 között épült földszintjén nagy félköríves nyitott loggiával, emeletén a tanácsteremmel és tornyán az órával. A 19. század vége óta a régészeti múzeum (lapidárium) és a városi levéltár is benne kapott helyet. Földszintjén a lapidárium, emeletén a régészeti múzeum található őskori, ókori és középkori gyűjteménnyel, valamint a történelmi Osor városának makettjével.
- A püspöki palotát Marco Nigris püspök 1481 és 1484 között építtette. U alakú épület. Építője Giovanni da Bergamo velencei építőmester volt. A főtérre néző homlokzatát gótikus ablakok díszítik, melyekből azonban csak az ablakkeret maradt meg, gótikus háromkaréjos díszeik hiányoznak. A Szent Gaudentius templomtól magas fal választja el, mely két udvart zár közre. A püspökök itt gyűjtöttét össze a régi korokból származi kőtöredékeket, melyeket az 1997-ben a földszinten kialakított lapidáriumban mutatnak be. A palotában egyházi gyűjtemény is látható. Jelentős műemléke a 11. századból származó növényi motívumokkal és ornamentikával díszített kút. A palotában fennmaradt a püspökök 1570-ben épített kápolnája Zucat Armini a Boldogasszonyt és a szenteket ábrázoló szárnyasoltárával.
- A városfalak[6]  a kőtömbök és a falazási módszerek egész skáláját tanúsítják, amit számos építési fázis és építési technika is megerősít. A bronzkort szárazon rakott faltechnika képviseli, de ugyanígy láthatók a hellenisztikus, a római és a velencei időkben rakott falrészek is. Osor városfalai a település történetének ma is álló tanúi, közülük különösen kiemelkednek a hellenisztikus időszak lenyűgöző falmaradványai.
- A Szent Gaudentius templom[7] a 14. század második felében épült, gótikus stílusú egyhajós épület dongaboltozatos szentéllyel. Benne freskómaradványok és Szent Gaudentius 15. századi fából faragott szobra látható. Oltára késő barokk, 19. századi márvány szentségtartóval, feletti ugyancsak 19. századi oltárképpel.
- Az északi városfalak alatt a Bijar (Vier) -öbölben áll az 1414-ben gótikus stílusban épített, majd a későbbiekben barokká átépített Szűz Mária tiszteletére szentelt ferences harmadrendii templom,[8] mellette pedig az egykori kolostor romjai. A hagyomány szerint az itteni első templom építése még 1005-ben Szent Gaudentius püspök rendeletére épült. A ma is álló templom egyhajós épület csúcsíves gótikus boltozattal. A kolostor miután a ferences atyák elhagyták 1841-ben pusztult el.
- A Szent Platón templom romjai a Suplatonski-fokon, a Sonte-öbölben találhatók. A trapéz alakú épület, két apszissal, a 8. század végén vagy a 9. század elején épült. Az északi és a déli apszis egyes részei, valamint a falak nagy része megmaradt. A fal vastagsága körülbelül 50 cm. A falak faragott kőből épülnek, szabályos sorokban, mészhabarcs kötőanyaggal. Az épület szobrászati elemeinek töredékei megerősítették hogy a 800-as évet közvetlenül követő időszakban készültek. Ugyanezt igazolták az  architrávok töredékesen megőrzött feliratai is.[9]
- Az osori kora keresztény székesegyház[10] épülete a mai temető helyén, a hellenisztikus sánc mentén épült. A komplexum egy kettős templomból áll egy különálló keresztelőkápolnával, melyben egy speciális hatszögletű keresztelő kút található. A mozaikpadlós templomot egy korábbi épület helyére építették, melyet a 6. században kibővítettek és kettős templom lett. A templom és a keresztelőkápolna közé a 11. században mély apszissal ellátott bővítmény került. A 15. században az épületegyüttes az új falakon kívül maradt, ezért a templomot lebontották.
- A 11. század első feléből való Szent Péter kamalduli apátság romjai[11] a város északi szélén találhatók. Az apátság alapítását Osor püspökének, Szent Gaudentiusnak tulajdonítják, aki Szent Romualdnak a kamalduli rend alapítójának, egyházreformátornak tanítványa volt. A templom háromhajós és három apszisú volt. Olyan fonásdíszes szobrászati töredékeket tulajdonították neki, amelyek a Velencében, Pomposiban és Torcellóban található templomokat építő műhelyekkel kapcsolatosak.
- A Bijar-öböl Apsorus ősi városának kikötője és horgonyzóhelye volt. Egyes helyeken a part nagyobb kövein barázdák láthatók a hajóknak a hosszú ideig tartó kikötésétől. Az öbölben, 3-5 méteres mélységben, a parttól körülbelül 10 méterre, a városfalak alatt egy ősi hulladéklerakó kerámiatöredékei és sok tegula található.[12]
- A Jami na Sredi-barlang egy őskori lelőhely, mely Punta Križa külváros déli részén található. A barlang szigetének legfontosabb őskori helyszíne, amely hosszú időn át meghatározta az őskori ember életét. A régészeti kutatások hat kulturális réteget hoztak létre, a paleolitikumtól kezdve a mezolitikumon, a korai, a középső és a késő neolitikumon, valamint a kőrézkoron át, egészen a bronz- és vaskorig. Az összegyűjtött régészeti anyagok többnyire kovakő- és csonteszközök, illetve a kerámiagyártás termékei.[13]

## Kultúra
A településen 1976-óta minden nyáron megrendezik az Osori zenés estéket, melyek színhelyét a székesegyház és a környező utcák képezik. A zenés bemutatókhoz szoborkiállítás is kapcsolódik, ahol neves horvát szobrászművészek alkotásai láthatók. Boris Papandopulo Osori requiem címmel írt zeneművet.

## Híres emberek
- Francesco Patrizi (1529-1597), filozófus
- Francesco Salata (1876-1944), történész, szenátor

## Galéria

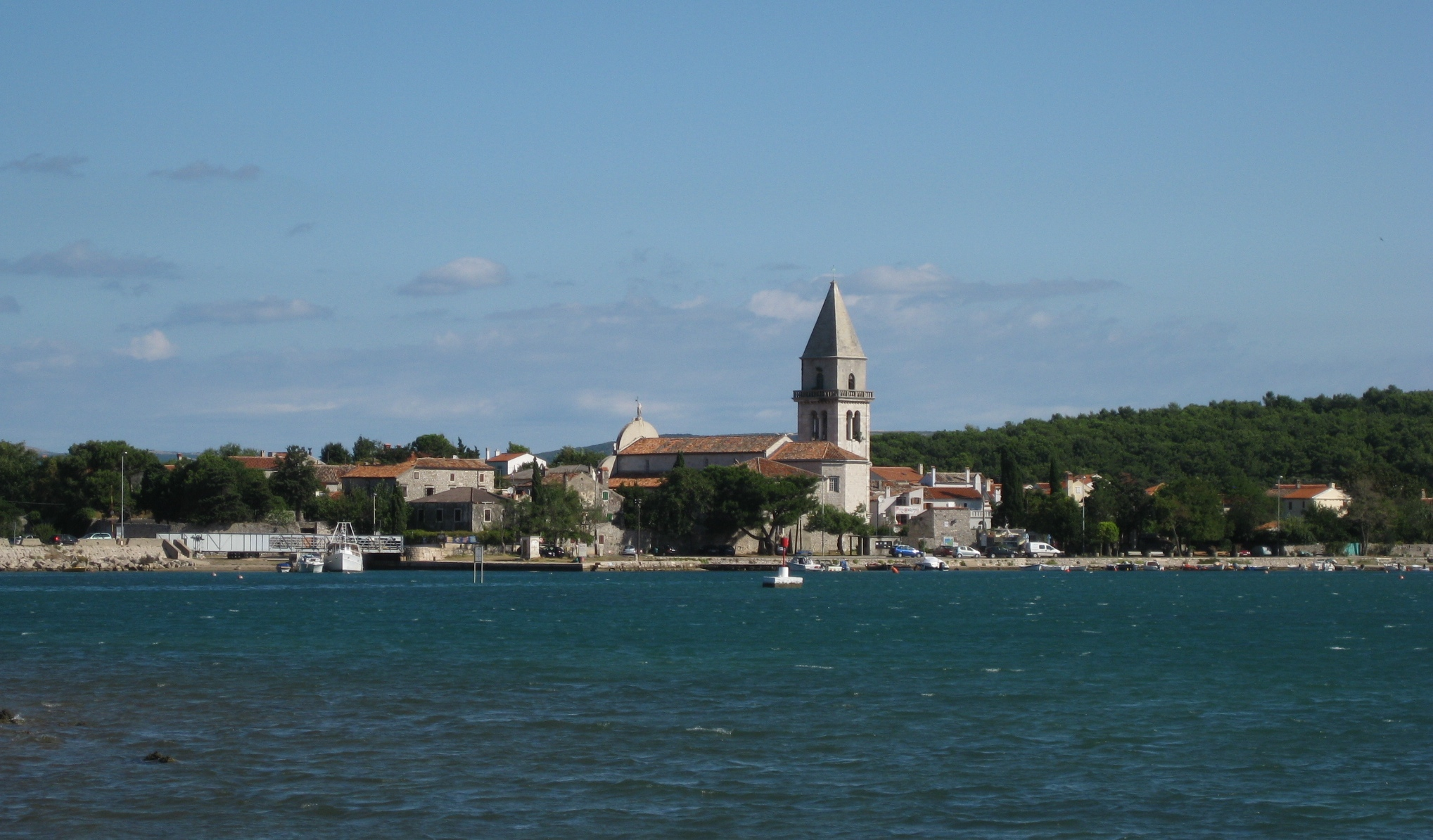
Osor látképe a Lošinj-sziget felől
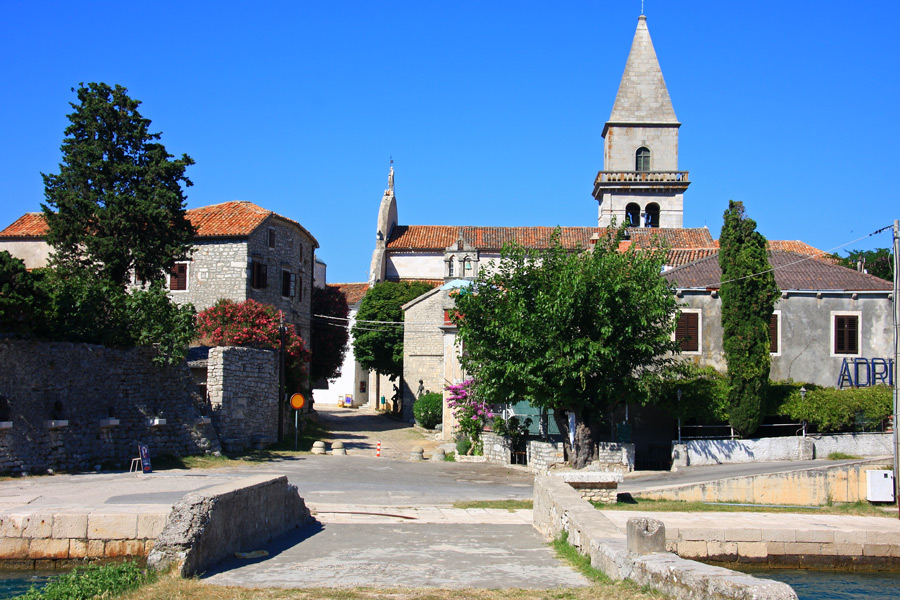
Osor központja
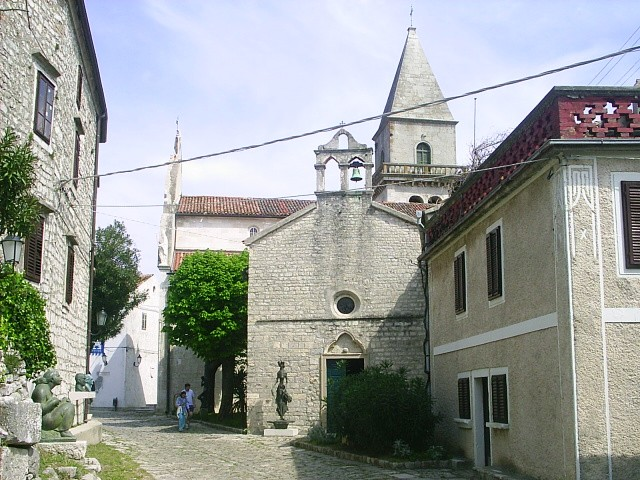
Osor központja
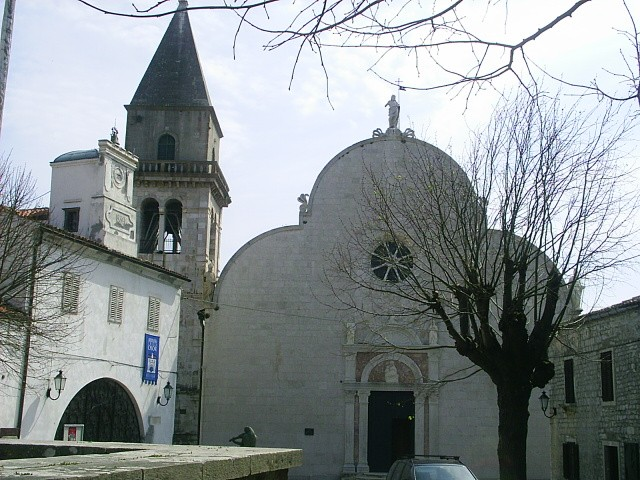
A Mária mennybevétele székesegyház
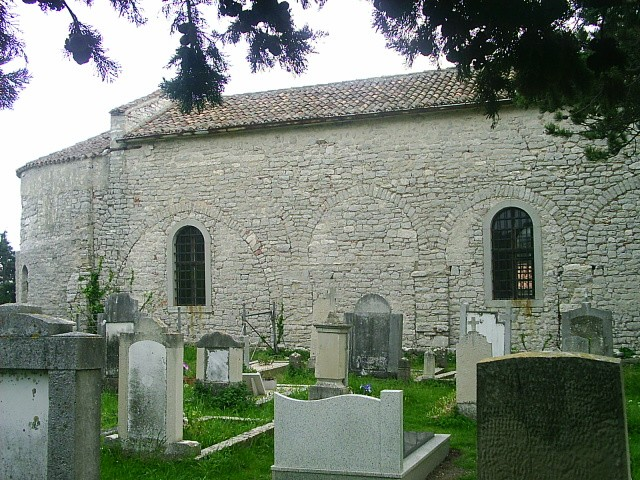
A székesegyház részlete
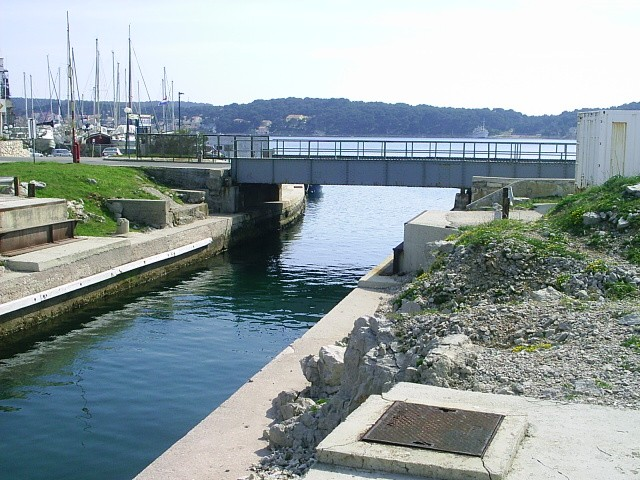
A híd a Cres és a Lošinj-szeiget között
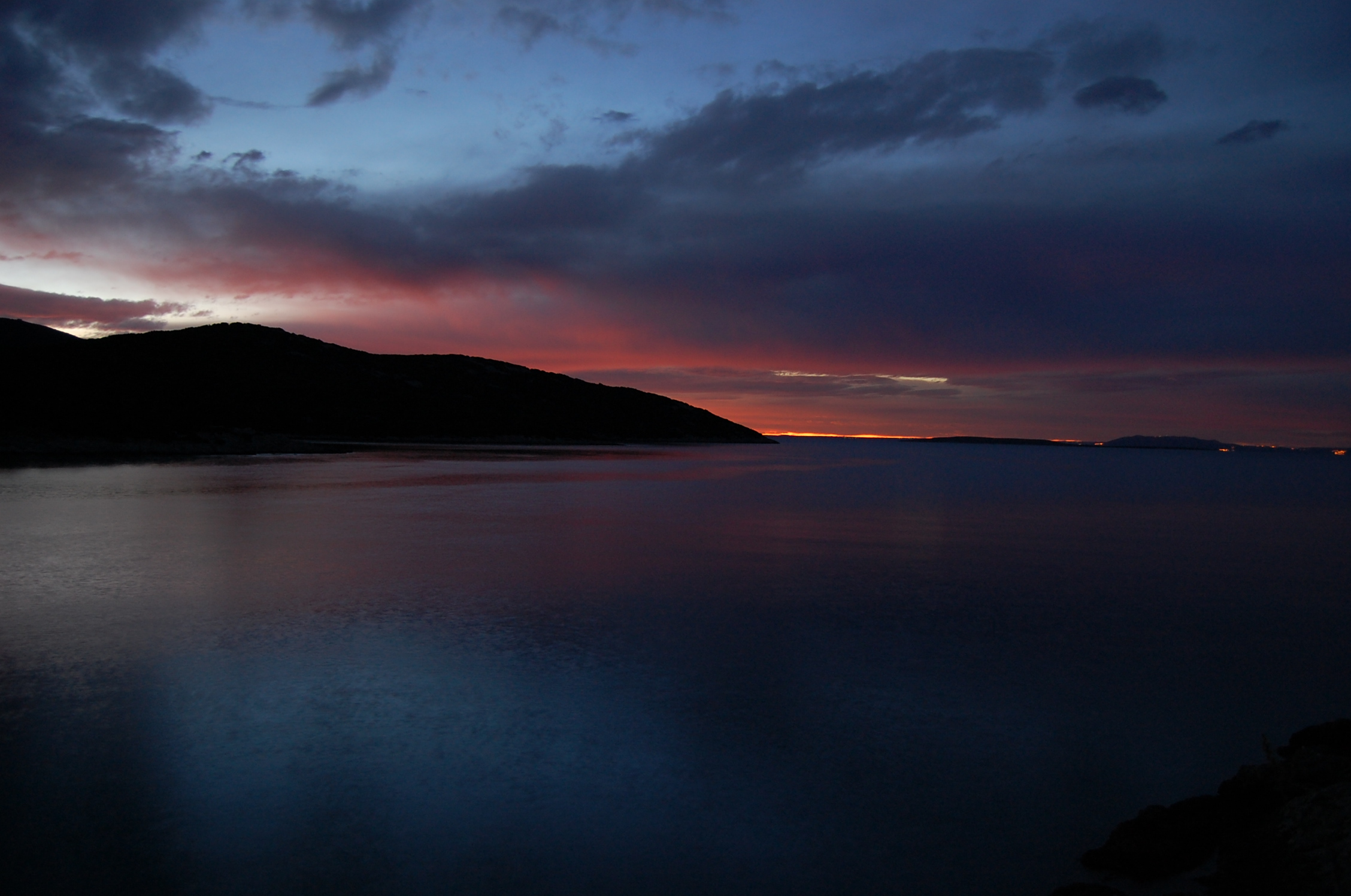
Naplemente Osornál
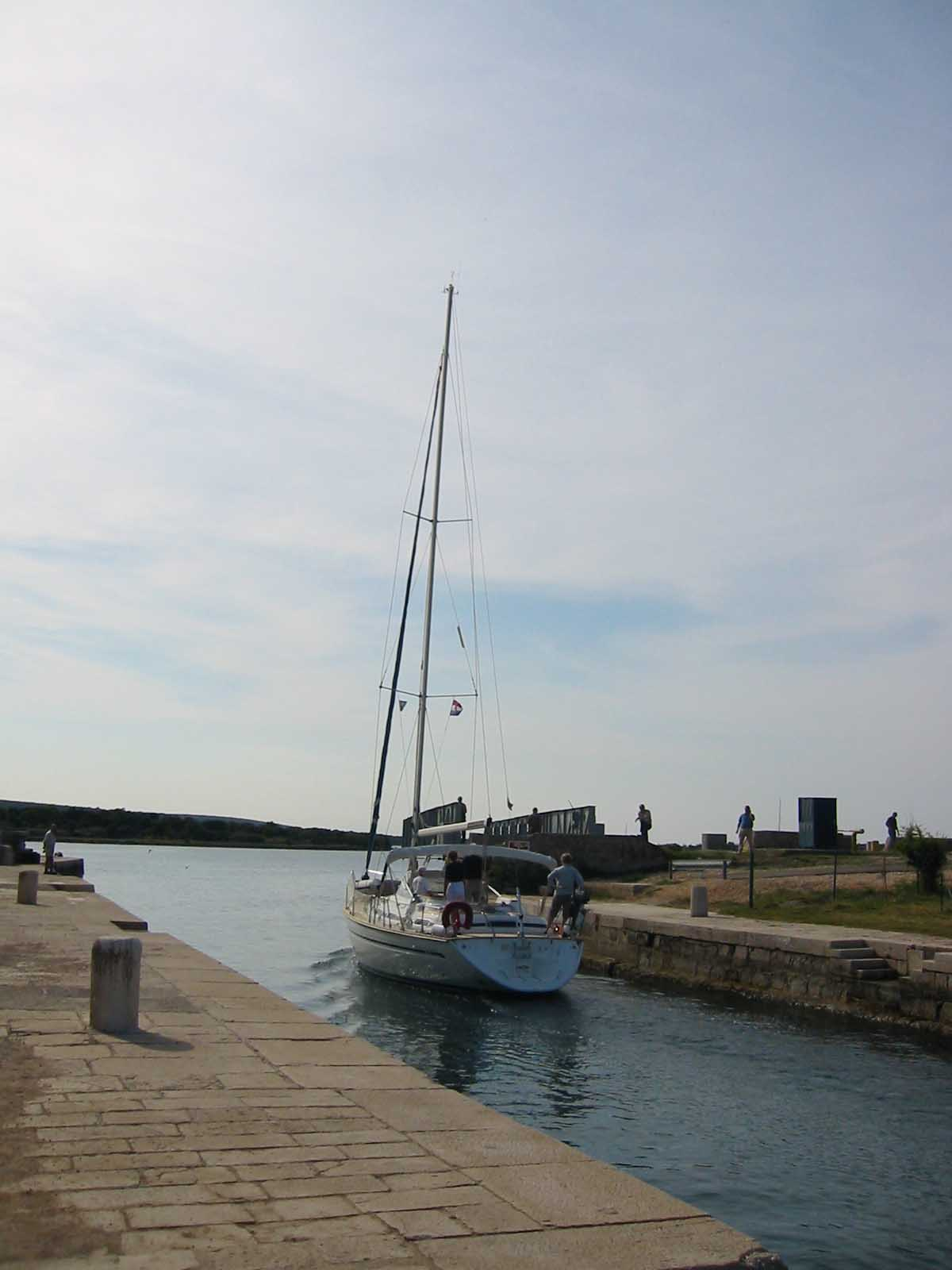
Az Osori csatorna a két sziget között
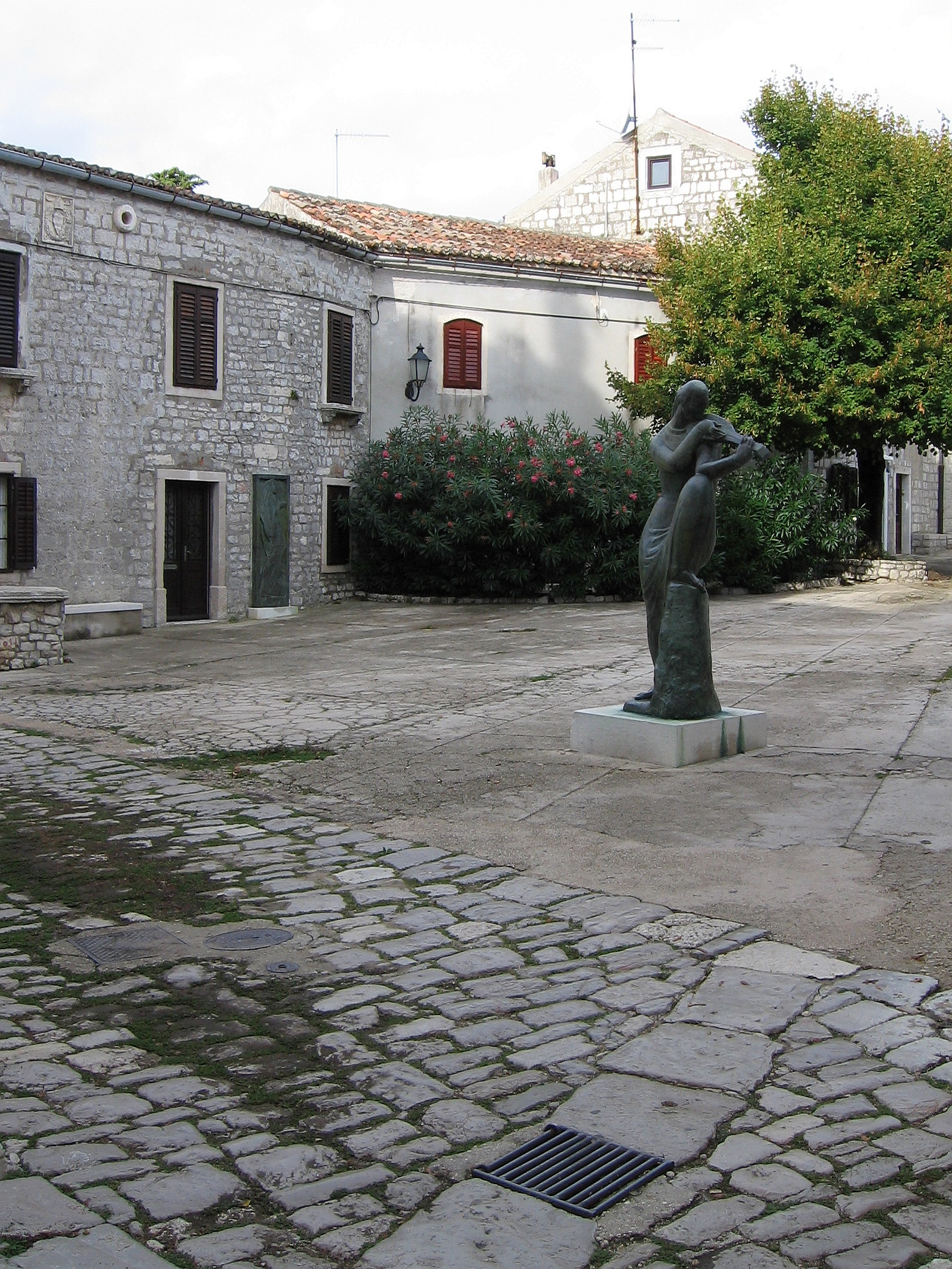
Osor utcarészlet
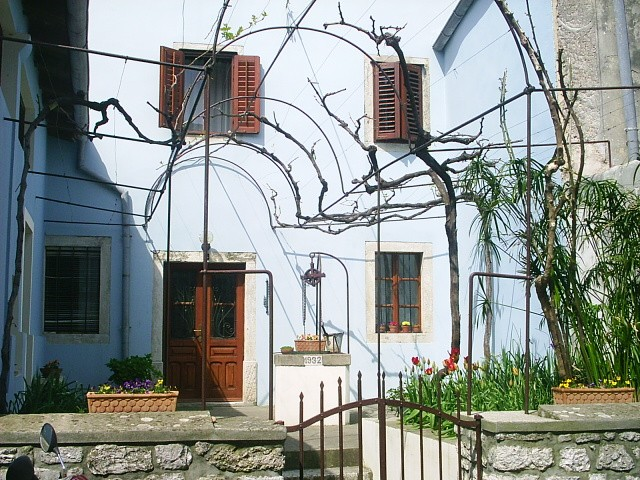
Osori ház